# 萊城縣
6°43′29″S 146°59′22″E / 6.7246°S 146.9895°E
萊城縣（英語：Lae District），是巴布亞新畿內亞莫雷貝省的縣份之一，位於新畿內亞島東部，首府設於萊城，面積795平方公里，2000年人口78,038，人口密度每平方公里98.2人。